# Lepidolopha karatavica
Lepidolopha karatavica là một loài thực vật có hoa trong họ Cúc. Loài này được Pavlov mô tả khoa học đầu tiên năm 1933.